# Thyrsodium herrerense
Espèce
Statut de conservation UICN

 VU D2 : Vulnérable
Thyrsodium herrerense est une espèce de plantes de la famille des Anacardiaceae.

## Publication originale
- Candollea 39: 1. 1984.